# Josef Stavěl
Josef Stavěl (12. března 1901 Znojmo – 17. srpna 1986 Praha) byl český psycholog a vysokoškolský pedagog, jeden ze zakladatelů psychologie v Československu. V roce 1949 přednášel na Filosofické fakultě Univerzity Karlovy obecnou psychologii.

## Život
Narodil se 12. března roku 1901 ve Znojmě jako druhorozené dítě v rodině právníka, vystudoval gymnázium v Moravských Budějovicích, kde publikoval ve Studentském časopise, působil v ochotnickém divadle a vzdělával se v hudbě. Na filosofické fakultě pražské univerzity se rozhodl věnovat pozornost psychologii, i když vyhlídky na praktické uplatnění byly tehdy více než problematické.
V roce 1924 získal s disertační prací Problém dresury doktorát. Koncem dvacátých let pracoval v Psychotechnickém ústavu Masarykovy akademie práce, kde byl pověřen psychologickým vyšetřováním.
V roce 1929 odešel do Bratislavy s pověřením vytvořit na Slovensku samostatný vědecký ústav, který bude nejprve vyvíjet potřebné metody, jež nebudou přijímány z ciziny, ale budou vycházet ze specifických slovenských poměrů.
V roce 1936 se Stavěl na výzvu profesorů Hendrycha a Tvrdého v Bratislavě habilitoval spisem Hlad, příspěvek k analýze pudu. V řadě aspektů v díle předběhl světovou vědu jak v kritice pojmů, tak v pozitivní formulaci otevřených problémů. Zdůvodnil zde strukturovanost motivace a její hierarchii proti ještě dodnes mnohdy unitárnímu pojetí pudu a rozpracoval alimentární chování. Výzkum speciálních hladů jako motivačních jevů se ve světové literatuře začalo objevovat a zkoumat v přiměřené míře teprve v 70. letech.
Po návratu do Prahy v roce 1939 pracoval v Ústavu lidské práce a pokračoval ve vyvíjení testů, které měly po válce sloužit k systemickému studiu vývoje české mládeže. Po válce tak ovlivnil svými přesnými a detailně propracovanými přednáškami celou generaci studentů.
Kolem roku 1961 odešel předčasně do důchodu. Z části z důvodů zdravotních, ale v pozadí byl i tlak politický. Vydal monografii Antická psychologie, v níž dokázal myšlenky starověkých autorů přenášet i do dnešní doby.
Mimo psychologii byla jeho druhým zájem hudba. Měl vytříbený hudební smysl, zkušenost aktivního houslisty, sbírku gramofonových desek a systematicky sledoval rozhlasové koncerty. Zemřel po krátké nemoci 17. srpna 1986 v Praze.

## Kariéra
Téma své disertační práce Problém dresury zvolil pod vlivem Bühlerovy teorie duševního vývoje, charakterizovaného mimo jiné rozlišováním tří jeho stádií (instinkt-drezúra-inteligence).  Experimentoval s čerstvě vylíhlými kuřátky ve svém studentském bytě. Zjistil, že kuřátka běhala za jeho rukou jako za kvočnou. Popsal v podstatě proces, který zhruba o 10 let později analyzoval Konrad Lorenz a nazval ho vtištění.
Prosazoval pojetí, že poznání osobnosti jedince může být založeno pouze na kombinaci různých metod, a že tedy psychodiagnostika musí být vícedimenzionální. Značné úsilí věnoval vytváření psychometricky ověřených testů, ale zároveň zdůrazňoval, že jsou v nich skryta mnohá úskalí, která je možno překonávat jejich kontrolou a ověřování pomocí jiných metod. Příkladem promyšlené kombinace kvantitativních technik zkoumání s jemnou kvalitativní analýzou získaných dat byly Stavělovy studie o lidských zájmech. Také prosazoval ideu o systematickém vedení pro volbu povolání u mladých lidí a nepoužívání mechanického a jednorázového vyšetření.
V roce 1928 založil Psychotechnický ústav v Bratislavě a pracoval zde do roku 1939. V Bratislavě začal své dlouhodobé studie detailního rozboru instinktivního chování larev mravkolva obecného. Zaměřil se na konstrukční aktivity larev a prokazoval její plastičnost jak v intraindividuální, tak v interindividuální variabilitě.
Svým spisem Hlad: příspěvek k analyse pudu předběhl hned v několika aspektech světovou vědu jak v kritice pojmů, tak v pozitivní formulaci otevřených problémů. Zdůvodnil zde strukturovanost motivace a její hierarchii proti ještě dodnes mnohdy unitárnímu pojetí pudu a rozpracoval alimentární chování. Výzkum speciálních hladů jako motivačních jevů se ve světové literatuře začalo objevovat a zkoumat v přiměřené míře teprve v 70. letech.

## Dílo
- Poradnictví při volbě povolání, 1934
- Hlad: příspěvek k analyse pudu, 1937
- Předivo zájmů: příspěvek k jeho psychologické analyse, 1944
- Psychotechnika a vysoká škola, 1950
- Dějiny psychologie, 1958
- Antická psychologie, 1972